# Podregion Sydösterbotten
Podregion Sydösterbotten (fiń. Sydösterbottenin seutukunta) – podregion w Finlandii, w regionie Ostrobotnia.
W skład podregionu wchodzą gminy:
- Kaskinen,
- Kristinestad,
- Närpes.